# Autoserica confinis
Autoserica confinis är en skalbaggsart som beskrevs av Hermann Burmeister 1855. Autoserica confinis ingår i släktet Autoserica och familjen Melolonthidae. Inga underarter finns listade.